# Comte de Surrey

Les armoiries de la famille Warren of Surrey

Le titre de comte de Surrey a été créé plusieurs fois dans la pairie d'Angleterre, et le titre duc de Surrey une seule fois. 
De nos jours, le titre est utilisé comme titre de courtoisie pour l'aîné des fils du duc de Norfolk associé à celui de comte d'Arundel : comte d'Arundel et Surrey.
Le comté de Surrey est dans le Sud de l'Angleterre, très proche de Londres.

## Histoire du titre
Le titre a été créé la première fois en 1088 pour Guillaume de Warenne, par le roi Guillaume II le Roux, pour son assistance dans la rébellion de 1088. Celui-ci ainsi que ses descendants, probablement parce qu'ils tenaient peu de propriétés en Surrey (aucune en 1086), se sont toujours fait appeler comte de Warenne ou comte Warenne. Par la suite, le titre fut officieusement nommé Warenne.
En 1148, Guillaume (III) de Warenne décède sans descendance mâle. Il n'a qu'une seule fille, Isabelle de Warenne, qui devient donc une très riche héritière. Elle est successivement mariée à Guillaume, fils du roi Étienne d'Angleterre, puis à Hamelin, demi-frère illégitime du successeur d'Étienne, Henri II d'Angleterre. Ses maris deviennent donc comtes en droit de leur femme (de jure uxoris). Selon les auteurs, Isabelle est soit considérée comme la 4e comtesse de Surrey, et ses maris ne portent pas de numéro ; soit ses maris sont considérés comme les porteurs en titre et prennent les numéros 4 et 5.

## Héraldique
Les comtes de Surrey se servent dans leurs armes de l'échiqueté de Vermandois, semble-t-il le premier emblème utilisé à la naissance des armoiries, qui est porté par sept familles au XIIIe siècle et qui affiche la fierté d'appartenir à un lignage qui, par l'intermédiaire d'Adélaïde de Vermandois épouse de Hugues Ier de Vermandois, est d'ascendance carolingienne,.

## Porteurs du titre

### Comtes de Surrey, première création (1088)
- 1088 – 1er : Guillaume (I) de Warenne († 1088), compagnon de Guillaume le Conquérant ;
- 1088-1101 et 1103-1138 – 2e : Guillaume (II) de Warenne († 1138). Fils du précédent ;
- 1138-1148 – 3e : Guillaume (III) de Warenne (1119-1148). Fils du précédent ;
- 1148-1203 – 4e : Isabelle de Warenne (en) († 1203). Fille du précédent ;
  - 1153-1159 : Guillaume de Blois (1137-1159). Mari d'Isabelle. Comte en droit de sa femme ou 4e comte ;
  - 1168-1202 : Hamelin de Warenne († 1202). Second mari d'Isabelle. Comte en droit de sa femme ou 5e comte ;
- 1203-1240 – 5e (ou 6e) : Guillaume de Warenne (en) († 1240). Fils du précédent ;
- 1240-1304 – 6e (ou 7e) : John de Warenne (v. 1231-1304). Fils du précédent ;
- 1304-1347 – 7e (ou 8e) : John de Warenne (1286-1347). Petit-fils du précédent ;
- 1347-1376 – 8e (ou 9e) : Richard FitzAlan († 1376), 3e comte d'Arundel. Neveu du précédent ;
- 1376-1397 – 9e (ou 10e) : Richard FitzAlan (1346-1397), 4e comte d'Arundel. Exécuté pour trahison. Fils du précédent ;

pendant cette période, le titre devient 'Duc de Surrey' et est donné à Thomas Holland (voir ci-dessous).
- 1400-1415 – 10e (ou 11e) : Thomas Fitzalan (en) (1381-1415), 5e comte d'Arundel. Fils du précédent ;

Le titre est éteint faute de descendant mâle.

### Duc de Surrey (1397)
- 1397-1399 : Thomas Holland (1372 – 1400), comte de Kent. Cousin du précédent.

### Comtes de Surrey, deuxième création (1451)
- 1451-1476 : John de Mowbray (1444-1476), 4e duc de Norfolk (1461).

### Comtes de Surrey, troisième création (1483)
En 1483, John Howard est créé duc de Norfolk, et son fils Thomas, comte de Surrey.
- 1483-1485 et 1490-1514 : Thomas Howard († 1524), 2e duc de Norfolk (1514) ;
- 1514-1554 : Thomas Howard (1473-1554), 3e duc de Norfolk (1524) ;
  - 1524-1547 : Henry Howard (1517-1547), titre de courtoisie ;
- 1554-1572 : Thomas Howard (1536-1572), 4e duc de Norfolk ;
- 1604-1646 : Thomas Howard (1585-1646), 14e (ou 21e) comte d'Arundel et 1er de Norfolk (1644) ;
- 1646-1652 : Henry Frederick Howard (1608-1652), comte d'Arundel et de Norfolk ;
- 1652-1677 : Thomas Howard (1627-1677), 5e duc de Norfolk (1660).

Le titre est ensuite associé au titre de duc de Norfolk. De nos jours, le titre de courtoisie pour l'aîné des fils des ducs de Norfolk est comte d'Arundel et Surrey.